# Krinovite
La krinovite è un minerale appartenente al gruppo dell'enigmatite.